# Албърт Фини
Албърт Фини (на английски: Albert Finney) е английски актьор.

## Филмография
| година | филм                         | оригинално заглавие                | роля                                 | бележки |
| ------ | ---------------------------- | ---------------------------------- | ------------------------------------ | --- |
| 1960   |                              | The Entertainer                    | Мик Райс                             | |
| 1960   | Събота вечер и неделя сутрин | Saturday Night and Sunday Morning  | Артър Сийтън                         | - Награда на БАФТА за дебют - номинация – Награда на БАФТА за най-добър актьор в главна роля |
| 1963   | Том Джоунс                   | Tom Jones                          | Том Джоунс                           | - Златен глобус за изгряващ актьор. - номинация – Оскар за най-добра мъжка роля - номинация – Награда на БАФТА за най-добър актьор в главна роля - номинация – Златен глобус за най-добър актьор в мюзикъл или комедия                                   |
| 1964   |                              | Night Must Fall                    | Дани                                 | |
| 1967   | Двама по пътя                | Two for the Road                   | Марк Уолъс                           | Стенли Донън |
| 1968   |                              | Charlie Bubbles                    | Чарли Бъбълс                         | също режисьор |
| 1970   | Скрудж                       | Scrooge                            | Скрудж                               | - Златен глобус за най-добър актьор в мюзикъл или комедия |
| 1971   |                              | Gumshoe                            | Еди Гинли                            | - номинация – Награда на БАФТА за най-добър актьор в главна роля |
| 1974   | Убийство в Ориент Експрес    | Murder on the Orient Express       | Еркюл Поаро                          | - номинация – Оскар за най-добра мъжка роля - номинация – Награда на БАФТА за най-добър актьор в главна роля |
| 1977   |                              | The Duellists                      | Фуше                                 | |
| 1981   |                              | Looker                             | доктор Лари Робъртс                  | |
| 1981   |                              | Wolfen                             | Дюи Уилсън                           | - номинация – Сатурн за най-добър актьор |
| 1981   |                              | Loophole                           | Даниълс                              | |
| 1982   |                              | Annie                              | Уорбъкс                              | |
| 1982   |                              | Shoot the Moon                     | Джордж Дънлап                        | - номинация – Награда на БАФТА за най-добър актьор в главна роля - номинация – Златен глобус за най-добър актьор в драматичен филм |
| 1983   | Гардеробиерът                | The Dresser                        | сър                                  | - номинация – Оскар за най-добра мъжка роля - номинация – Награда на БАФТА за най-добър актьор в главна роля - номинация – Златен глобус за най-добър актьор в драматичен филм                                                                           |
| 1984   | Под вулкана                  | Under the Volcano                  | Джефри Фърмин                        | - номинация – Оскар за най-добра мъжка роля - номинация – Златен глобус за най-добър актьор в драматичен филм |
| 1987   |                              | Orphans                            | Харолд                               | |
| 1990   |                              | The Image                          | Джейсън Кромуел                      | телевизионен филм - номинация – Еми за най-добър актьор в минисериал или телевизионен филм |
| 1990   |                              | The Green Man                      | Морис Алингтън                       | минисериал |
| 1990   | Проходът на Милър            | Miller's Crossing                  | Лио О'Банън                          | |
| 1992   |                              | The Playboys                       | Хегарти                              | |
| 1993   |                              | Rich in Love                       | Уорън                                | |
| 1994   |                              | The Browning Version               | Андрю Крокър-Харис                   | |
| 1994   | Незначителен мъж             | A Man of No Importance             | Алфред Бърн                          | |
| 1996   |                              | Nostromo                           | доктор Мониган                       | телевизионен минисериал |
| 1997   |                              | Washington Square                  | доктор Остин Слопър                  | |
| 1999   | Закуска за шампиони          | Breakfast of Champions             | Килгор Траут                         | |
| 1999   | Симпатико                    | Simpatico                          | Симс                                 | |
| 2000   | Ерин Брокович                | Erin Brockovich                    | Ед Масри                             | - номинация – Оскар а най-добра поддържаща мъжка роля - номинация – Награда на БАФТА за най-добър актьор в поддържаща роля - номинация – Златен глобус за най-добър поддържащ актьор - номинация – Сателит за най-добър актьор в поддържаща роля в драма |
| 2000   | Трафик                       | Traffic                            | ръководител на персонала в Белия дом | |
| 2001   | Раждането на Майло           | Delivering Milo                    | Елмор Дал                            | |
| 2002   | Надигащата се буря           | The Gathering Storm                | Уинстън Чърчил                       | телевизионен филм - Еми за най-добър актьор в минисериал или телевизионен филм. - Златен глобус за най-добър актьор в минисериал или телевизионен филм - номинация – Сателит за най-добър актьор в минисериал или телевизионен филм                      |
| 2003   | Голяма риба                  | Big Fish                           | Едуард Блум (като възрастен)         | - номинация – Награда на БАФТА за най-добър актьор в поддържаща роля - номинация – Златен глобус за най-добър поддържащ актьор - номинация – Сатурн за най-добър актьор                                                                                  |
| 2005   | Булката труп                 | Corpse Bride                       | Финис Евърглот (глас)                | анимационен филм |
| 2006   | Добра година                 | A Good Year                        | Хенри Скинър                         | |
| 2006   | Небесна милост               | Amazing Grace                      | Джон Нютън                           | |
| 2007   | Ултиматумът на Борн          | The Bourne Ultimatum               | доктор Албърт Хърш                   | |
| 2007   |                              | Before the Devil Knows You're Dead | Чарлс Хансън                         | |
| 2012   | Наследството на Борн         | The Bourne Legacy                  | доктор Албърт Хърш                   | |
| 2012   | 007 Координати: Скайфол      | Skyfall                            | Кинсайд                              | |